# Uranospinite
L'uranospinite est un minéral rare, un arséniate de la classe des phosphates, qui appartient au groupe de l'autunite. Il a été découvert en 1873 dans les Monts Métallifères, dans le Land de Saxe (Allemagne), et a été nommé ainsi pour sa teneur en uranium et du grec spinos ("canari") pour sa couleur,.

## Caractéristiques chimiques
C'est un arséniate d'uranyle et de calcium hydraté, similaire aux autres minéraux du groupe de l'autunite à laquelle elle appartient.
Les cristaux d'uranospinite peuvent contenir un cœur de zeunérite.

## Formation et gisements
Elle s'est formée comme minéral secondaire par altération de l'uraninite, dans la zone d'oxydation des gisements hydrothermaux de minéraux de l'uranium et de l'arsenic.
Elle est généralement associée à d'autres minéraux tels que la métazeunérite, la métauranocircite, l'uranophane, la trögerite, la walpurgite, l'uranosphérite, l'asselbornite, la schoepite, la paraschoepite, l'arsénuranilite et la novacekite.